# Mátray Ferenc

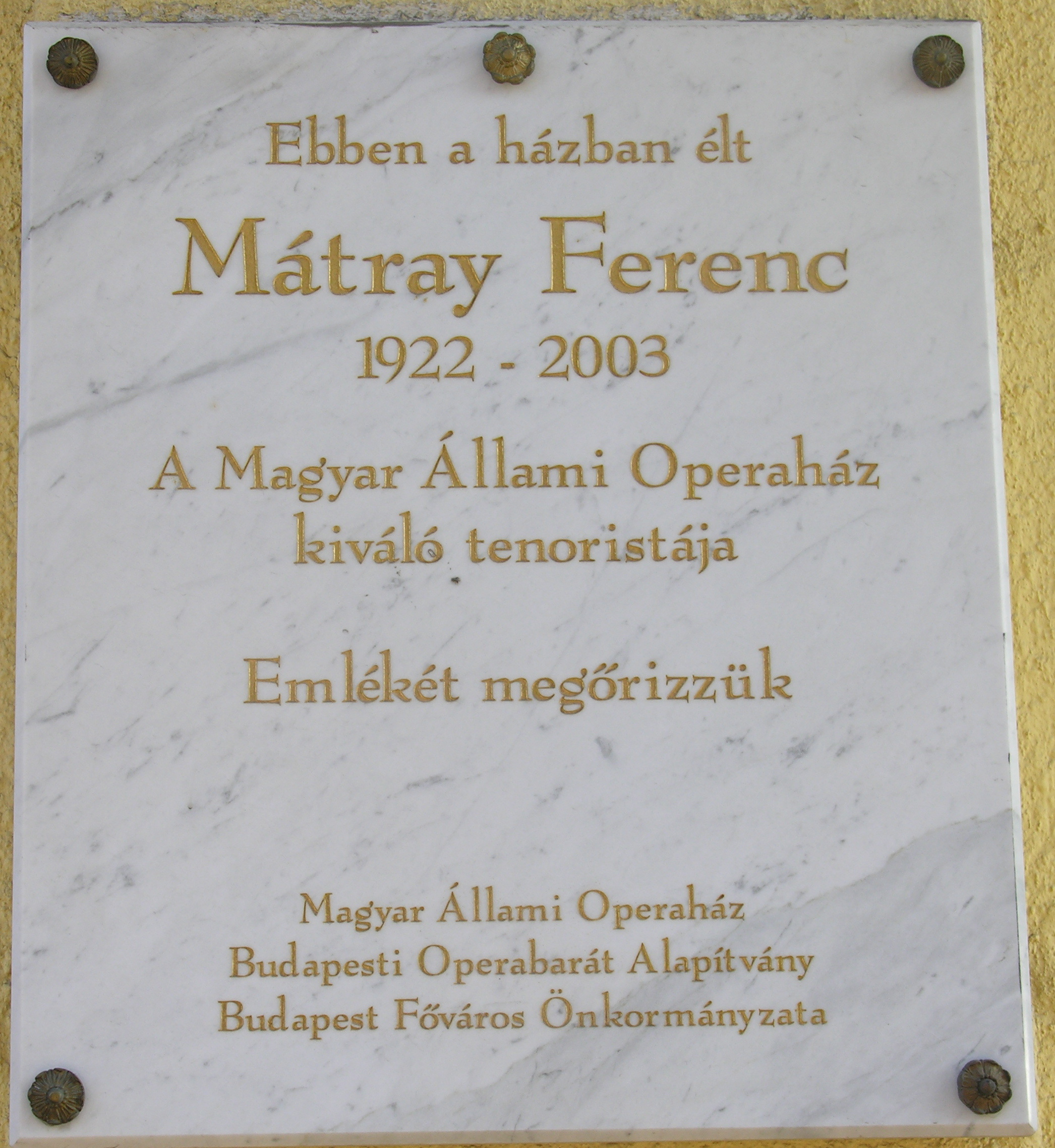
Emléktáblája a budapesti Retek utca 33–35. falán

Mátray Ferenc, írásváltozata Mátrai (Budapest, 1922. november 19. – Budapest, 2003. december 30.) magyar operaénekes (tenor). Felesége, Vámos Ágnes (1926–2016) szoprán volt.

## Életpályája
Tanulmányait 1943–1949 között a Liszt Ferenc Zeneművészeti Főiskola operaének szakán végezte el, ahol Maleczky Oszkár tanítványa volt. 1949–1974 között a Magyar Állami Operaház vezető magánénekese volt. 1974-ben nyugdíjba vonult.
Vendégszerepelt többek közt Ausztriában, Albániában, Csehszlovákiában, az NSZK-ban, az NDK-ban és Törökországban is.

## Szerepei
- Leoncavallo: Bajazzók – 2. pór
- Puccini: Pillangókisasszony – Pinkerton
- Verdi: A trubadúr – Ruiz
- Puccini: A köpeny – Szerelmespár
- Donizetti: Lammermoori Lucia – Lord Arturo Bucklaw; Sir Edgardo Ravenswood
- Kacsoh Pongrác: János vitéz – Második gazda
- Donizetti: Don Pasquale – Ernesto
- Strauss: A cigánybáró – Ottokár; Barinkay Sándor
- Puccini: Tosca – Mario Cavaradossi
- Puccini: Bohémélet – Rodolfo
- Moniuszko: Halka – Wiesniak
- Kodály Zoltán: Székelyfonó – A legény
- Delibes: Lakmé – Gérald
- Mozart: A varázsfuvola – Fiatal pap
- Verdi: Traviata – Alfred Germont
- Puccini: Gianni Schicchi – Rinuccio
- Giuseppe Verdi: Rigoletto – A mantuai herceg
- Mejtusz: Az ifjú Gárda – Kajutkin
- Strauss: A rózsalovag – Olasz énekes
- Poldini Ede: Farsangi lakodalom – Kálmán, diák
- Lehár Ferenc: A víg özvegy – Camille de Rosillon
- Erkel Ferenc: Bánk bán – Ottó
- Auber: Fra Diavolo – Fra Diavolo rablóvezér
- Verdi: Simon Boccanegra – Gabriele Adorno
- Strauss: A denevér – Alfréd
- Borogyin: Igor herceg – Vladimir
- Bizet: Carmen – Don José
- Orff: Az okos lány – Első csibész
- Mascagni: Parasztbecsület – Turiddu
- Verdi: Falstaff – Fenton
- Puccini: A Nyugat lánya – Dick Johnson (Ramerrez)
- Weill: Mahagonny városának tündöklése és bukása – Jack O'Brien
- Wagner: A nürnbergi mesterdalnokok – Kurz Vogelgesang
- Puccini: Turandot – Pang
- Donizetti: Szerelmi bájital – Memorino

## Díjai, elismerései
- 1982 – Munka Érdemrend arany fokozat